# Timoharis
Timoharis [timoháris], starogrški astronom in filozof, * okoli 320 pr. n. št. (po vsej verjetnosti Aleksandrija), † okoli 260 pr. n. št.

## Življenje in delo
Timoharis je bil Evklidov (365-275 pr. n. št.) mlajši sodobnik. Navajal ga je Ptolemaj v Almagest. Okoli leta 300/280 pr. n. št. je Timoharis z Aristilom izdelal prvi na zahodu omenjeni zvezdni katalog, ki se ni ohranil, vendar ga je poznal Hiparh, ki ga je lahko primerjal s svojim iz leta 129 pr. n. št. danes prav tako neohranjenim. Timoharis je med letoma 290 in 270 pr. n. št. izmeril (verjetno deklinacije) dvanajstih svetlih zvezd, kasneje pa je Aristil med letoma 280 in 240 pr. n. št. katalog dopolnil še s koordinatami šestih svetlih zvezd. S primerjavo tega kataloga, zapiskov kaldejskih astronomov in predvsem prav gotovo Kidinujevih zapiskov je Hiparh po natančnem opazovanju in primerjavi dognal, da so se v vseh teh letih koordinate zvezd in lega Sonca nasproti zvezdnemu ozadju sistematično nekoliko spremenile. Razdalje teh zvezd od ekliptike, njihove nebesne širine ali latitude λ so ostale nespremenjene, pač pa so se njihove nebesne dolžine ali longitude β toliko zmanjšale, kakor bi se bili točki enakonočja (pomladišča), presečišči ekliptike in nebesnega ekvatorja, premaknili z napredno hitrostjo vsako leto za 1/100 ločne stopinje. S tem je svoje odkritje precesije enakonočij zagotovo potrdil, čeprav je to sporočil precej oprezno in neposrednega dokaza o tem ni.
Timoharis in Aristil sta uporabljal babilonsko delitev kroga na šestdeset delov - 60 stopinj.
Timoharis je navedel štiri Lunine okultacije in prehod Venere prek zvezde. Pojavi so bili navedeni tudi v egipčanskem in atenskem koledarju. Opazovani prehod Venere se je morda zgodil 12. oktobra 272 pr. n. št. ko je bila navidezna lega planeta 15 ločnih minut od zvezde Zavija (Zaniah, η Vir).
Timoharis je bil tretji znan astronom, ki je zapustil zapiske o opazovanju planeta Merkurja iz leta 265 pr. n. št.

## Priznanja
Poimenovanja
Po njem se imenuje udarni krater na Luni Timoharis (Timocharis). Njegovi Lunini koordinati sta 26,7° severno; 13,1° zahodno, premer 34 km in globina 3,1 km.